# New DNA
New DNA – pierwszy minialbum grupy XG, który został wydany 27 września 2023 roku przez wytwórnię Xgalx. Płytę promuje singel „Grl Gvng”.

## Lista utworów
| CD | CD            | CD                                                                           | CD                                                                           | CD                 | CD      |
| Nr | Tytuł utworu  | Tekst                                                                        | Kompozycja                                                                   | Aranżacja          | Długość |
| -- | ------------- | ---------------------------------------------------------------------------- | ---------------------------------------------------------------------------- | ------------------ | ------- |
| 1. | „Hesonoo”     | JAKOPS, Chancellor                                                           | JAKOPS, Chancellor                                                           | Chancellor         | 0:53    |
| 2. | „X-Gene”      | JAKOPS, Dayday, Chancellor                                                   | Chancellor, JAKOPS, Knave                                                    | Chancellor         | 1:25    |
| 3. | „Grl Gvng”    | JAKOPS, Rachel West, Dayday                                                  | JAKOPS, Lantz, Rachel West                                                   | Lantz              | 3:08    |
| 4. | „TGIF”        | JAKOPS, Aleesia Stamkos, Lantz, Dayday                                       | JAKOPS, 220, Aleesia Stamkos, Lantz, Dayday                                  | 220, Chancellor    | 2:51    |
| 5. | „New Dance”   | Sherwood Brown Jr, Theron Thomas, Chalra Warmley, Chancellor, Stroud, JAKOPS | JAKOPS, Stroud, Chalra Warmley, Sherwood Brown Jr, Theron Thomas, Chancellor | Stroud, Chancellor | 3:18    |
| 6. | „Puppet Show” | JAKOPS, Rachel West, Dayday                                                  | JAKOPS, 220, Lantz, Rachel West, Dayday                                      | 220, Lantz         | 3:19    |

## Notowania
| Lista                                 | Pozycja |
| ------------------------------------- | ------- |
| Japanese Albums (Oricon)              | 2       |
| Japanese Combined Albums (Oricon)     | 2       |
| Japanese Hot Albums (Billboard Japan) | 1       |
| South Korean Albums (Circle)          | 8       |